# Mauricio Levato
Mauricio Levato (San Nicolás de los Arroyos, 11 settembre 1976) è un ex calciatore argentino, tecnico del Douglas Haig.

## Palmarès

### Campionati nazionali
- Primera B Nacional

Los Andes: 2000
- Torneo Argentino B

Douglas Haig: 2010
- Torneo Argentino A

Douglas Haig: 2012